# Élections régionales birmanes de 2020
Les élections régionales birmanes de 2020 ont lieu le 8 novembre 2020 afin de renouveler les deux tiers des membres des assemblées des 7 régions et 7 états du pays, le tier restant étant composé de membres nommés par l'armée.